# Dòng thời gian của đại dịch COVID-19 năm 2019
Đây là dòng thời gian các sự kiện chính vào tháng 12 năm 2019 của đại dịch COVID-19, gây ra bởi SARS-CoV-2, lần đầu tiên được phát hiện ở Vũ Hán, Trung Quốc.

## Dòng thời gian đại dịch

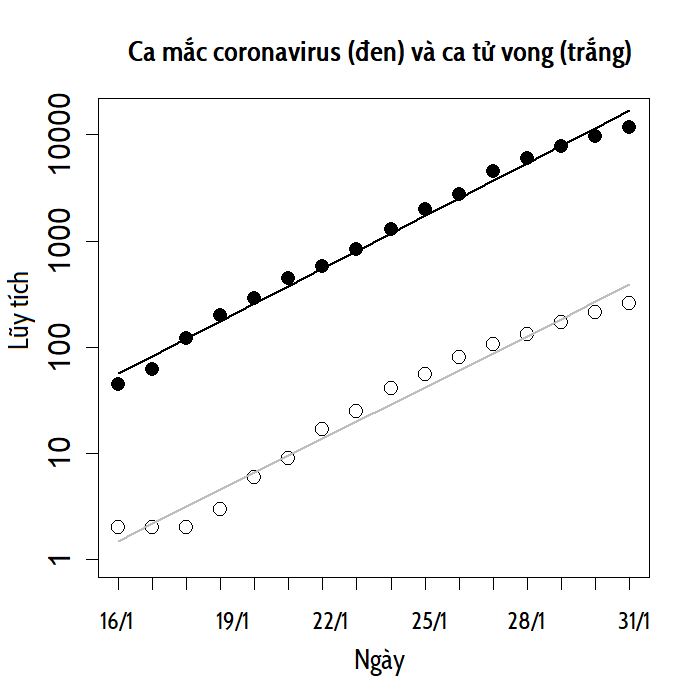
Đồ thị dạng bán logarit trên đã chứng minh được rằng các ca nhiễm mới và số người tử vong trong mùa dịch này thuộc pha tăng trưởng (exponential phase).

Phân tích chủng loại học cho thấy nguồn gốc chung gần nhất của các chủng SARS-CoV-2 có thể là vào cuối tháng 11 năm 2019.

### 1 tháng 12
- Nghiên cứu hồi cứu công bố trên The Lancet ngày 24 tháng 1 năm 2020 cho thấy ca xác nhận sớm nhất của COVID-19 là một người đàn ông có triệu chứng băt đầu từ 1 tháng 12 năm 2019.[3][4][5][6] Gia đình người này không có ai bệnh.[3]

### 30 tháng 12
- Ngày 30 tháng 12 năm 2019, TS. Li Wenliang, một bác sĩ nhãn khoa ở Vũ Hán, Trung Quốc, đã đăng một cảnh báo cho các bác sĩ từ lớp học y khoa của mình thông qua một diễn đàn trực tuyến WeChat rằng một nhóm bảy bệnh nhân đã không được điều trị thành công vì các triệu chứng viêm phổi do virus. Bởi vì những bệnh nhân này không đáp ứng với các phương pháp điều trị truyền thống, họ đã được cách ly trong một phòng cấp cứu của một bệnh viện Vũ Hán.[7] Trong diễn đàn WeChat, một số bác sĩ đã suy đoán liệu cụm bệnh nhân này có bị nhiễm SARS hay không. Tối hôm đó, 8 bác sĩ tham gia diễn đàn WeChat này đã bị Cảnh sát Vũ Hán bắt giữ và buộc tội "có hành vi bịa đặt bất hợp pháp, lan truyền tin đồn và phá rối trật tự xã hội..."[8]
- Ngày 30 tháng 12 năm 2019, Cục Quản lý Y tế và Quản lý Y tế của Ủy ban Y tế Thành phố Vũ Hán ban hành "thông báo khẩn cấp về việc điều trị viêm phổi không rõ nguyên nhân".[9]

### 31 tháng 12
- Ngày 31 tháng 12 năm 2019: 27 người bị viêm phổi không rõ nguyên nhân được báo cáo cho WHO. Hầu hết là các chủ gian hàng từ Chợ hải sản Vũ Hán Nam Trung Quốc. Bảy người trong tình trạng nghiêm trọng, đe dọa tính mạng. Do đó, Hồng Kông, Ma Cao và Đài Loan đã siết chặt giám sát biên giới.[10][11]